# خنج
خُنج (بالفارسية: خنج) هي مدينة تقع في مقاطعة خنج إيران. بلغ عدد سكانها، حسب تعداد 2016، حوالي 19,217 نسمة، موزعين على 4,665 عائلة، كما تقع على ارتفاع 670 متراً (2200 قدماً).
غالبية شعب خُنج هم أصولاً عجم فُرس من الذين اعتنقوا الإسلام على مذهب أهل السنة والجماعة مع أعداد ملحوظة من العرب الهاشميين الذين جاؤوا بعد سقوط بغداد عام 1258، ومن أشهر شخصياتهم الشيخ عبد السلام خنجي العباسي الهاشمي.